# Filipinas Orient Airways
Filipinas Orient Airways, Inc. foi uma empresa aérea fundada originalmente por uma família de libaneses refugiados da família Karam (mais tarde Caram) nas Filipinas. Em 1964, sob a Lei nº. 4147 da República. FOA foi franquiada para fornecer serviço de transporte aéreo, nas Filipinas, e entre as Filipinas e outros países, em 20 de junho, 1964, apesar da oposição legal por Philippine Airlines.

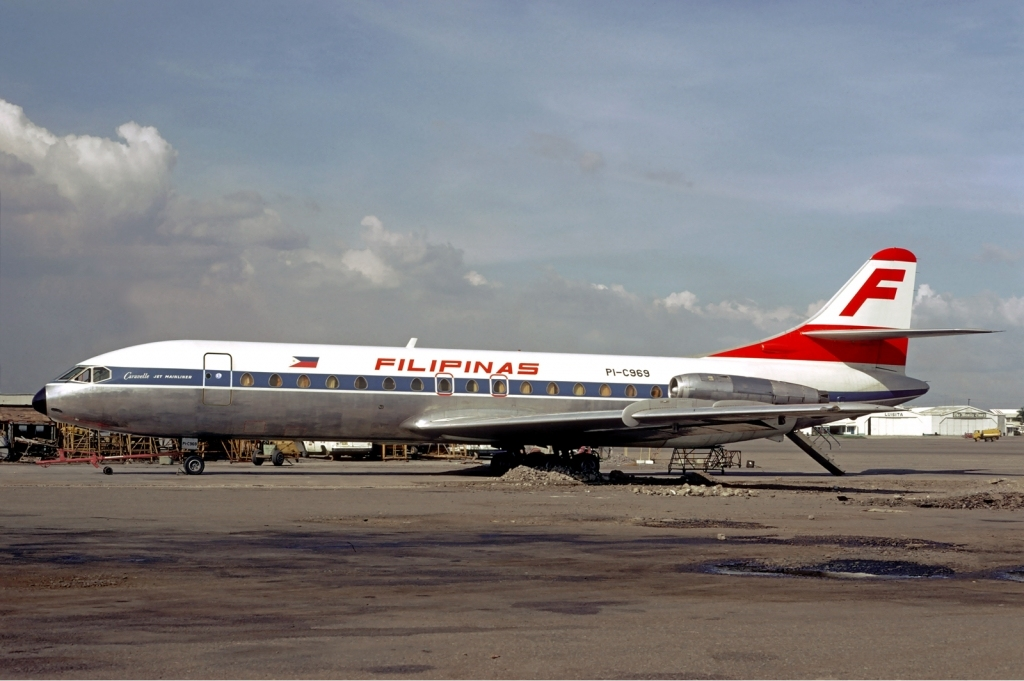
Sud Aviation Caravelle da Filipinas Orient Airways.

FOA - também conhecido como "Fairways" - começou o suas operações de voo doméstico nas Filipinas, no dia 5 de janeiro de 1965 usando uma aeronave  DC-3.
Seus primeiros dias parecem ter sido acidentados com a perda de quatro DC-3 e DC-6 nos primeiros 4 anos de operação.
Eles passaram a operar Sud-Aviation Caravelles  e Nord 262, que mais tarde seria substituído
por NAMC YS-11. Suas operações de voo foram finalizadas após a declaração da Lei Marcial pelo então Presidente Filipino Ferdinand Marcos em 21 de setembro de 1972.
Philippine Airlines , eventualmente, assumiu os aviões e rotas da FOA.

## Acidentes e incidentes
Em 23 de abril de 1969, o Douglas DC-3 PI-C947 foi danificado, além da reparação econômica, em um acidente de pouso no Aeroporto da Cidade de Roxas. Todos os 31 passageiros e tripulantes sobreviveram.